# CFBDS J005910.90–011401.3
CFBDS J005910.90−011401.3 (även CFBDS J0059−0114 eller CFBDS0059) är en ensam stjärna belägen i norra delen av stjärnbilden Valfisken. Den har en skenbar magnitud av ca 18,08 (J) och kräver ett kraftfullt teleskop med kamera för att kunna observeras. Baserat på uppmätt parallax på ca 108,20 mas beräknas den befinna sig på ett avstånd av ca 30 ljusår (ca 9 parsec) från solen.

## Egenskaper

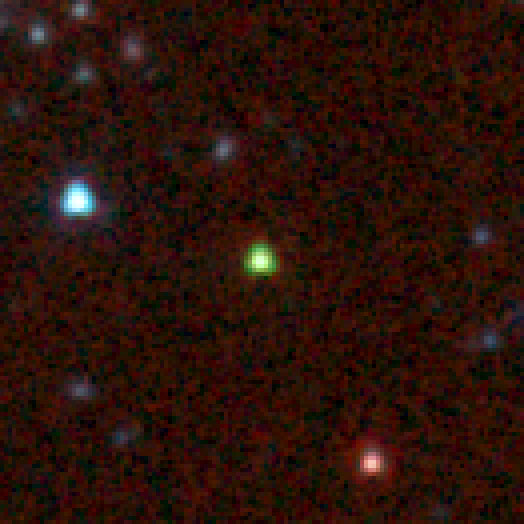
Infraröd bild av CFBDS J0059−0114
Foto: NASA/JPL Spitzer Space Telescope

CFBDS J005910.90−011401.3 är en brun dvärgstjärna av spektralklass T8.5. Den har en massa av 15 - 30 jupitermassor och en effektiv temperatur av ca 620 K.